# 동경서 온 사나이
"동경서 온 사나이"는 1962년 공개된 대한민국의 영화이다.

## 배역
- 박암
- 엄앵란
- 도금봉
- 최남현
- 문정숙
- 손미희자
- 김승호
- 허장강
- 남미리
- 윤일봉